# Бююк Мендерес
Бююк Мендере́с (на турски: Büyük Menderes, буквално „Голям Мендерес“, в древността Меандър, на гръцки: Μαίανδρος) е река в егейския регион на западна Мала Азия, в югозападната част на Турция. Дължина 548 km, водосборен басейн 25 000 km². Реката извира на 916 m н.в., в североизточната част на град Динар във вилаета Афионкарахисар (някога Келайнай, Celaenae-Apàmea, Κελαιναι-Απαμεια във Фригия) в най-западната част на Анадолското плато. По цялото си протежение тече основно в западна посока, като преминава последователно през езерото Ишъклъ (Işıklı Gölü) и язовирите Adıgüzel Dam и Cindere Dam. След изтичането си от последния излиза от планините и навлиза в широката и плодородна Мендереска долина, простираща се южно от планината Айдън. Тук реката е със спокойно и бавно течение, като древното и настоящото ѝ название на турски (на турски: menderes – завой) става нарицателно за обозначаване на характерните речни завои – меандри. Чрез малка делта се влива в Егейско море. Основни притоци: леви – Емир, Акчай, Чине; десни – Кюфи, Баназ. В долината ѝ са разположени градовете Назили (Nazilli), Айдън и Сьоке (Söke).
В древността реката е главната водна артерия в Кария, като устието ѝ се е намирало между древните градове Приен и Миус (Миунт), но постепенно заливът между тях се запълва с наноси. Наблизо е древният град Милет. Реката се споменава при изреждането на съюзниците на троянците в Илиада.